# بويان ديميتريفيتش
بويان ديميتريفيتش (بالصربية: Бојан Димитријевић)‏ هو ممثل صربي، ولد في 4 نوفمبر 1973 بليسكوفاتس في صربيا.

## وصلات خارجية
- بويان ديميتريفيتش على موقع IMDb (الإنجليزية)
- بويان ديميتريفيتش على موقع ألو سيني (الفرنسية)
- بويان ديميتريفيتش على موقع أول موفي (الإنجليزية)
- بويان ديميتريفيتش على موقع قاعدة بيانات الفيلم (الإنجليزية)
- بويان ديميتريفيتش على موقع كينوبويسك (الروسية)